# يوسف يلماز
يوسف يلماز (بالتركية: Yusuf Yılmaz)‏ (30 يناير 1991 في ألمانيا - ) هو لاعب كرة قدم تركي في مركز الوسط. لعب مع إثنيكوس وستوك سيتي وفرانكفورت 2 ‏.

## وصلات خارجية
1. ↑   https://www.transfermarkt.com/transfermarkt/profil/spieler/94285. {{استشهاد ويب}}: |url= بحاجة لعنوان (مساعدة) والوسيط |title= غير موجود أو فارغ (من ويكي بيانات) (مساعدة)